# Alberto Beneduce (criminale)
Alberto Beneduce (Sant'Anastasia, 24 aprile 1950 – Sessa Aurunca, 1º agosto 1990) è stato un mafioso italiano, membro della Camorra.

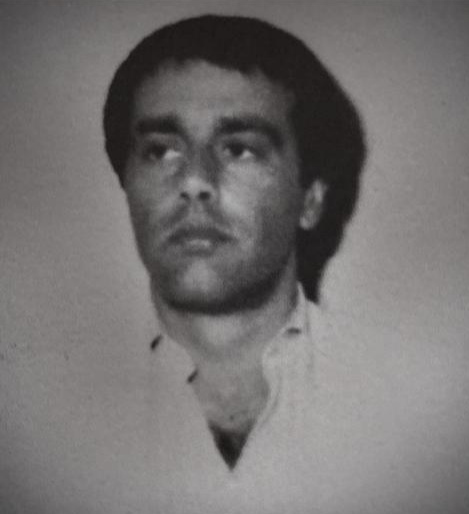
Il boss Alberto Beneduce

Boss del clan dei Casalesi, narcotrafficante internazionale, era soprannominato "’a cocaina".

## Biografia

### L'affiliazione ai casalesi
Fu tra i primi associati al clan di Antonio Bardellino, affiliato con il rito del giuramento direttamente dal vecchio boss del quale è stato uno dei più stretti e fidati collaboratori. La sua carriera criminale va di pari passo con quella imprenditoriale, che sviluppa in particolare nel settore edilizio e in quello turistico-alberghiero. Assieme al fratello Benito, ritenuto la mente economica del gruppo, apre e gestisce numerose aziende in società con Ernesto Bardellino, fratello del capoclan, con le quali i Beneduce cementificano le aree urbane di Formia e Gaeta.

### Il traffico di droga
Nella seconda metà degli anni '70, durante un periodo di detenzione nel carcere di Rebibbia, conosce alcuni referenti del cartello di Medellín, che gli assicurano la fornitura diretta di cocaina da distribuire in Italia e all'estero. Grazie a questo canale privilegiato, Beneduce diviene l'unico referente dei Casalesi per lo spaccio di cocaina. La possibilità di gestire in regime di monopolio enormi quantitativi di denaro e di droga gli consente di diventare, in breve tempo, uno dei protagonisti nel panorama mondiale del traffico internazionale di cocaina e di trattare personalmente con Pablo Escobar per l'importazione di stupefacenti in Europa.
Nel corso degli anni '80, accumula un immenso patrimonio e accresce il proprio prestigio criminale, al punto da ricevere la formale nomina di capozona di Baia Domizia e Basso Lazio per conto dei Casalesi. In tal modo, le sue competenze vengono estese anche ai settori delle estorsioni e dell'infiltrazione negli appalti pubblici. Beneduce ormai dispone di un proprio clan autonomo ed opera a stretto contatto con Francesco Schiavone "Sandokan" e, soprattutto, con Michele Zagaria, suo fraterno amico, nonché socio della "Zaga.Ben. Costruzioni s.r.l.".
Nei periodi di detenzione, instaura solidi legami con la criminalità calabrese, in particolare con la 'ndrina dei Morabito di Africo e introduce i giovani Leo e Rocco Morabito nei rapporti con i narcos colombiani, permettendo alla 'ndrangheta di estendere il proprio business dal settore dell'eroina a quello della cocaina.
In seguito alla scomparsa di Antonio Bardellino e alla conquista della supremazia da parte del gruppo Iovine-Schiavone-Bidognetti-De Falco, Beneduce conserva il suo ruolo verticistico all'interno del clan, grazie ai rapporti ormai consolidati con i fornitori di droga sudamericani.

### L'agguato e la morte
L'omicidio avviene per mano dei gruppi La Torre di Mondragone ed Esposito di Sessa Aurunca che, istigati dal casalese Vincenzo De Falco, mirano ad acquisire il ruolo di Beneduce. Viene ammazzato in un falso appuntamento, nel quale avrebbe dovuto morire anche Zagaria, che però manca l'incontro e che, nei mesi successivi, mette in atto una feroce strategia di vendetta sotto la quale cadranno prima un esponente dei La Torre e poi lo stesso De Falco, interrompendone le mire espansionistiche.